# Копылов, Василий Васильевич
Василий Васильевич Копылов (род. 24 ноября 1967, Покрово-Васильевка, Тамбовская область) — российский государственный и политический деятель, депутат Государственной Думы пятого созыва (2007—2011).

## Биография
В 1986-1988 гг. служил в вооруженных силах СССР. 
В 1991 г. окончил Саратовский институт механизации сельского хозяйства им. М. И. Калинина по специальности «Механизация сельского хозяйства». 
В 2010 г. получил высшее образование в Российской академии государственной службы при Президенте Российской Федерации по специальности «Юриспруденция».

### Карьера
В 2003—2005 гг.  - советник заместителя Председателя Государственной Думы ФС РФ,  заместитель руководителя аппарата фракции «Единая Россия» в Государственной Думе Федерального Собрания Российской Федерации.
В 2005—2007 гг. работал в аппарате центрального исполнительного комитета партии «Единая Россия».
В 2007—2010 гг. — депутат Государственной Думы Федерального Собрания Российской Федерации, член комитета по бюджету и налогам, председатель подкомитета по закрытым статьям федерального бюджета, член комиссии ГД по рассмотрению расходов федерального бюджета, направленных на обеспечение обороны и государственной безопасности РФ, член рабочей (трёхсторонней) группы по совершенствованию межбюджетных отношений в Российской Федерации. 7 сентября 2010 сложил полномочия депутата в связи с назначением на должность заместителя Министра сельского хозяйства РФ. Мандат был передан Николаю Гончарову.
2010—2011 гг. — заместитель Министра сельского хозяйства Российской Федерации (министр — Елена Скрынник).
2011-2012 гг. — заместитель руководителя Аппарата Правительства Российской Федерации (Председатель Правительства - В.В. Путин).
2013 г. - заместитель Руководителя Федерального агентства по строительству и жилищно-коммунальному хозяйству.
2013 - 2014 гг. - заместитель Министра регионального развития Российской Федерации (Министр - Игорь Слюняев).
2015 - 2016 гг. - генеральный директор АО «Донстар-Центр».
2016 - 2020 гг. - директор по развитию бизнеса ООО «РКС-Холдинг», член совета директоров ООО «РКС-Холдинг».
С 2020 является заместителем генерального директора по взаимодействию с органами власти ПАО «Т Плюс».

## Награды
Золотая медаль «За вклад в развитие агропромышленного комплекса России»;
Почетная грамота Правительства РФ;
Благодарность Президента РФ;